# Batis diops
Batis diops е вид птица от семейство Platysteiridae.

## Разпространение
Видът е разпространен в Бурунди, Демократична република Конго, Република Конго, Руанда и Уганда.